# Río San Juan de la Posesión
Der Río San Juan de la Posesión ist ein Fluss in Südpatagonien, in der Kommune Punta Arenas, Chile. Über eine Länge von 60 km fließt er durch den meist dichten Urwald der Brunswick-Halbinsel bis zu seiner Mündung an der Nordküste der Magellanstraße.

## Beschreibung
Der Río San Juan de la Posesión und sein Wassereinzugsgebiet liegen im zentralen Bereich der Brunswick-Halbinsel in der Region Magallanes in Chile, nahe zur Küstenstadt Punta Arenas. Nach der Größe seines Wassereinzugsgebietes von 860 km2 ist er der bedeutendste der dortigen Flüsse. Die durchschnittlichen jährlichen Niederschlagshöhen in diesem Gebiet liegen bei 800 bis 1000 mm. Er hat seinen Ursprung im Zusammenfluss von zwei namenlosen Wasserläufen die von Norden, beziehungsweise Nordwesten kommen. Von dort aus mäandert er mit einer Breite von 10 bis 20 Metern und über eine Länge von fast 60 km von Nordwesten nach Südosten durch den meist dichten Urwald bis zu seiner Mündung an der nördlichen Küste der Magellanstraße. Die Mündung liegt 55 km südlich von der Stadt Punta Arenas.
Im oberen Wassereinzugsgebiet liegt der See Laguna Parrillar (53° 24′ S, 71° 14′ W
) der über den Río Desagüadero in den Fluss abfließt. Der See mit fast 970 ha Ausdehnung und seine nähere Umgebung sind ein beliebtes Ausflugsziel. Die Wasserversorgung von Punta Arenas erfolgt aus diesem See.

## Geschichtliches
Im Februar 1580 wurde der Fluss von Pedro Sarmiento de Gamboa erstmals für die spanische Krone entdeckt, formell in Besitz genommen und erhielt dabei seinen heutigen Namen. Wenige Kilometer entfernt von der Mündung, am Puerto del Hambre wurde 1584 versucht eine Festung zu bauen mit der der Schiffsverkehr durch die Magallanstraße kontrolliert werden sollte. Das Unternehmen endete in einer Katastrophe mit dem Tod fast aller beteiligten Soldaten und Kolonisten. Mehrere hundert Menschen erfroren oder verhungerten. Die Bucht, in die der Fluss mündet, diente danach immer wieder Seefahrern vieler Nationen als Ankerplatz. Hier gab es Frischwasser, Holz und Wild zu finden. Bei Flut konnte man mit kleinen Booten bis zu 15 km flussaufwärts gelangen.
Es wird angenommen, dass erstmals in den 1950er Jahren eine Holzindustrie in der Region aktiv wurde. In den 1960er Jahren gab es dann erstmals Waldarbeitercamps, aber keine massive Besiedlung. Seit den 1980er Jahren besuchen durchschnittlich 3247 Personen pro Jahr die Laguna Parrillar, zwischen Oktober und April.